# Fazenda Alliança
A Fazenda Alliança é uma fazenda que oferece serviços de hospedagem combinado com visita rural, tornou-se uma fazenda agroecológica modelo certificada desde 2011.

## História
Os primórdios remontam o final do século XVIII, quando Joaquim José Pereira de Faro veio para o Brasil em 1793. Pertencia à corte de D. João VI e recebeu o título de Barão do Rio Bonito em 1841. Era comerciante e dedicou-se também ao tráfico transatlântico de africanos escravizados. Ele e seus descendentes foram grandes proprietários de fazendas, sendo seu filho Luiz Pereira de Faro o fundador da Fazenda Boa Esperança em 1861.
O sobrinho de Luiz, José Pereira de Faro adquiriu a fazenda depois e mudou o nome desta fazenda para Alliança. Intelectual, teve educação européia e ao retornar de seus estudos, dedicou-se à vida rural e ao desenvolvimento de São Benedito de Barra do Piraí. Construiu nesta localidade a igreja matriz de Sant’Anna, em 1881.
A Fazenda Alliança era sua fazenda de trabalho, ele continuava morando na fazenda de seu pai, a Fazenda Sant´Anna. A Fazenda Alliança tinha toda a estrutura para a produção de café: casa de vivenda, terreiros de pedra, engenhos de beneficiamento de café, tulhas, senzalas, paióis. José ampliou os cafezais, terreiros, executando uma verdadeira obra de modernização do complexo cafeeiro da fazenda, melhorando as edificações e maquinarias. Toda essa reforma só terminaria em 1863.
Em 1885, hipotecou todos os seus bens ao Banco do Brasil e o fim da escravidão o deixou em sérias dificuldades econômicas, levando-o a perder seus bens para os credores. Em 1893, o Comendador José Joaquim de França Júnior arremata a Fazenda Alliança e a vende para a firma Ferreira, Borges & Cia. Em 1912, a fazenda passa o casal Otto Frederico e D. Fernanda Delboug Raulino, cuja família permanece com a propriedade por mais de setenta anos até que a vende para a Sra. Carmem Simões Alves de Lima. Em 1995 é adquirida pelos Rabello.
Somente após a aquisição por Josefina Durini, em 2007, a Fazenda Alliança é transformada em uma fazenda agroecológica e referência na produção orgânica. Produz leite orgânico de búfala, horta, pomares orgânicos e o Café Durini.

## Estrutura
A casa sede da fazenda possui características arquitetônicas dos antigos engenhos de açúcar, diferenciando-a  das outras sedes erguidas no Vale do Café. Com várias edificações anexas, como o enorme engenho de beneficiamento, tulhas e as ruínas da antiga enfermaria, dão a noção da vida movimentada de seus proprietários e de seus mais de 800 escravizados e empregados.

## Premiações
A produção da Fazenda Alliança era de excelente qualidade, o que lhe conferiu Medalha de Ouro e Menção Honrosa na Exposição Nacional realizada em 1861. Como sua produção também produzia participou na Exposição Internacional de Londres, realizada em 1862, e foi premiado com a Medalha de Primeira Classe. Em outras exposições, como a de Hamburgo, Altona e Córdoba, também obteve os primeiros lugares.